# Mühlbachl
Mühlbachl je obec v Rakousku ve spolkové zemi Tyrolsko v okrese Innsbruck-venkov.
V obci žije přibližně 1 400 obyvatel.

## Poloha
Obec se nachází jižně od Innsbrucku na severní straně údolí Wipptalu v nadmořské výšce 1000 m. Rozprostírá se na levém břehu řeky Sill od jižního svahu Schoenbergu podél hranice s Matrei až k městu Steinach. Nejvyšším bodem je vrchol Serles s nadmořskou výškou 2717 m.

## Obec
Pod obec náleží sedm vesnic (v závorce je uveden počet obyvatel k 1. lednu 2019)
- Altstadt (28)
- Matreiwald (66)
- Mühlbachl (66)
- Mützens (333)
- Obfeldes (28)
- Statz (578)
- Zieglstadl (289)

Katastrální území je Mühlbachl.
Obcí vede Brennerská železnice, Brennerská dálnice (A13), spolková silnice Brennerstraße (B182) a silnice Ellbögner.
Obec Mühlbachl je geograficky, kulturně a ekonomicky propojena se sousedními obcemi Matrei a Pfons a někdy také s Navis.

## Sousední obce
- Ellbögen,
- Fulpmes,
- Matrei am Brenner,
- Mieders,
- Navis,
- Neustift im Stubaital,
- Pfons,
- Schönberg im Stubaital,
- Steinach am Brenner,
- Trins,
- Telfes im Stubai.

## Historie
První písemná zmínka o obci je z roku 1811, kdy osady Statz, Obfeldes, Mützens a Matreiwald byly spojeny do obce Mühlbachlu.
Oblast kolem Mühlbachlu, Matrei a Pfonsu byla osídlena již před 3000 lety. Přes Mühlbachl vedly dvě důležité obchodní cesty: Brennerská cesta do Innsbrucku a stará solná cesta do Hall. V této oblasti byly objeveny ilýrské pohřebiště. Z velkého počtu hrobů lze usoudit, že v oblasti Mühlbachleru existovalo prosperující pravěké osídlení. Na hradním kopci vedla pravděpodobně římská silnice se stanicí Matreyum.
Hrad Trautson, původně dva hrady postavené ve 12. století, patřil hrabatům z Andechs, pak byl ve vlastnictví Jindřicha z Neiffenu (Heinrich von Neiffen), příbuznému biskupa z Brixenu, a pánů z Matrei. V roce 1369 jediná dcera pána z Matrei věnovala hrad svému manželovi Hans Trautsonu z Sprechensteinu. V současné době je ve vlastnictví princů z Auerspergu.
V období druhé světové války byl hrad bombardován a do značné míry zničen.

## Znak
Obec má od roku 1979 svůj znak. Na modrém pozadí představuje stříbrné mlýnské kolo a stříbrný pól. Tento mluvící znak a tedy jméno Mühlbachl je odvozen od četných mlýnů, které se nacházely na horském potoce Waldraster Bach.

## Galerie

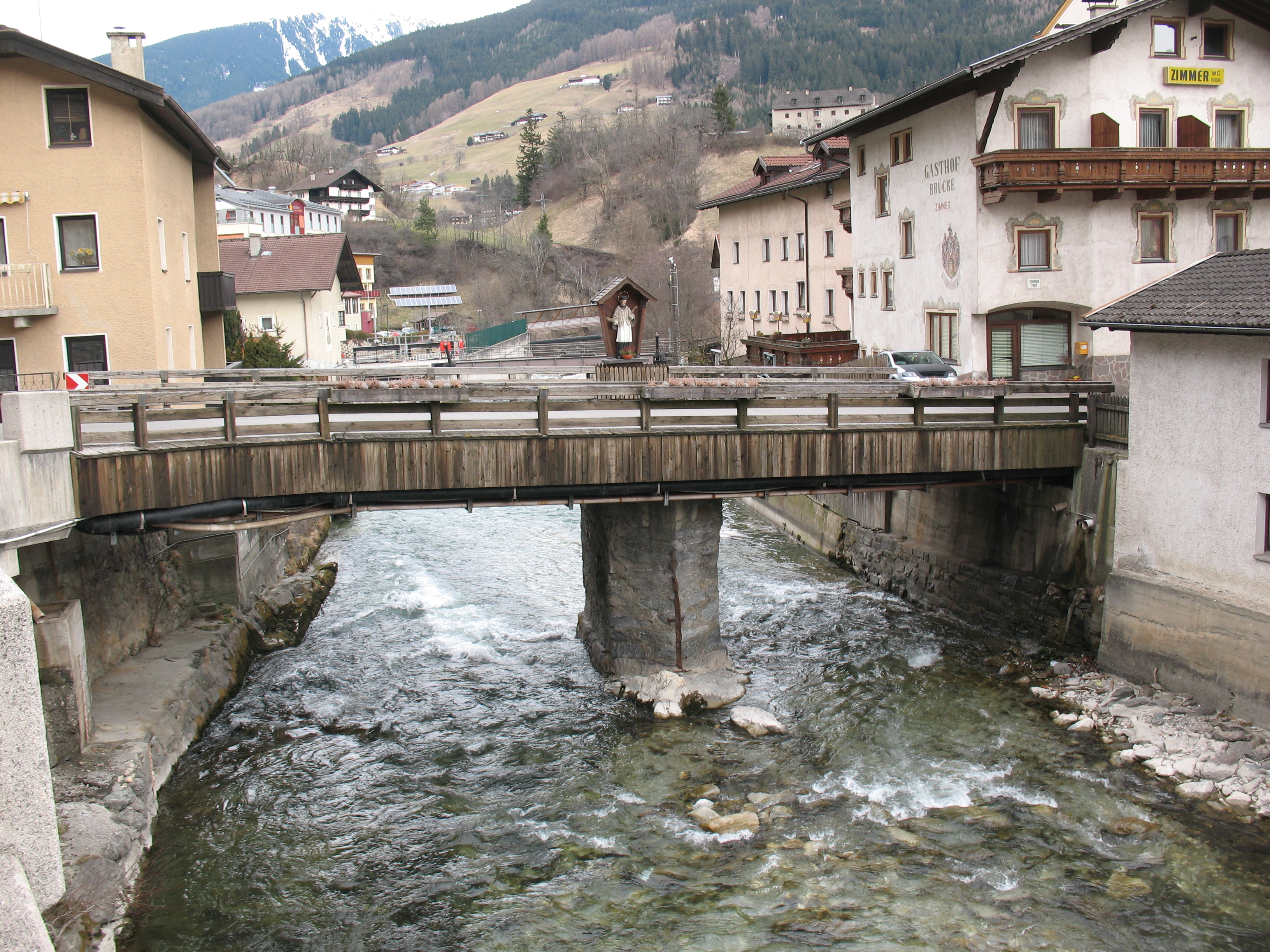
Řeka Sill v Mühlbachlu
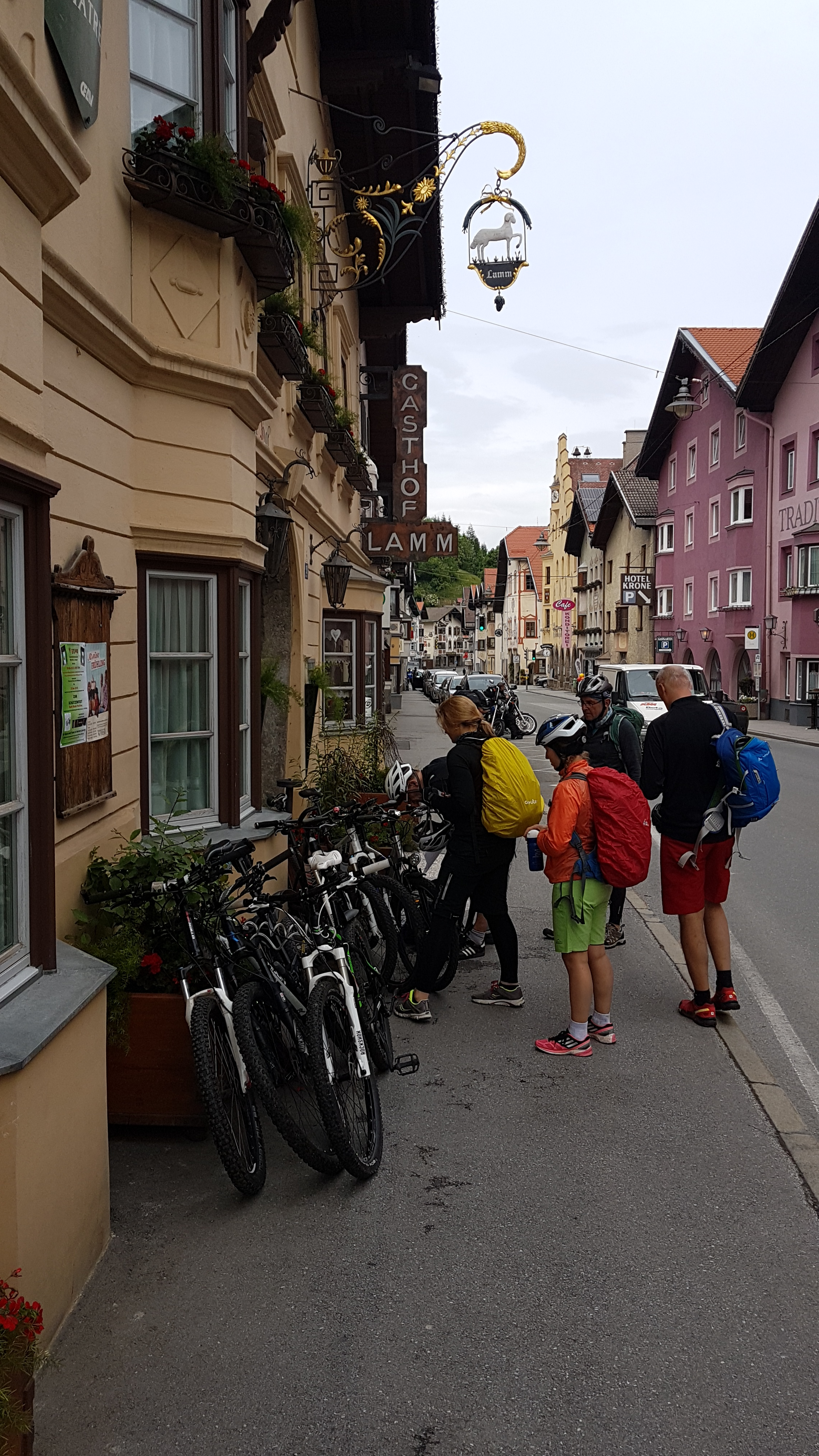
Mühlbachl
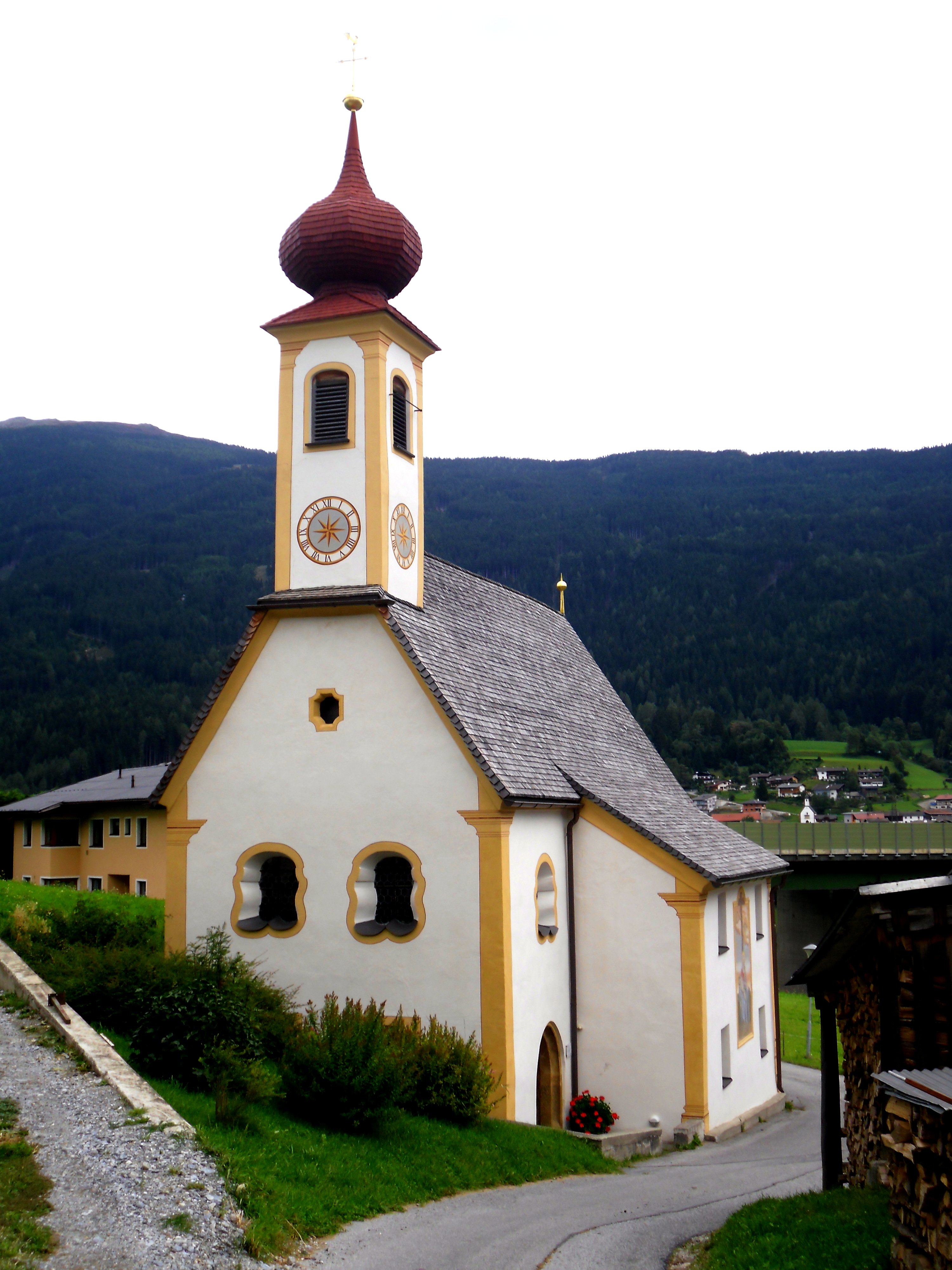
Filiální kostel sv. Petra a Pavla